# Ooku
Ooku è il quarto greatest hits della cantante giapponese Masami Okui pubblicato il 6 febbraio 2008 dalla evolution. L'album ha raggiunto la settantottesima posizione della classifica degli album più venduti in Giappone.

## Tracce
1. Olive
2. TRUST
3. Mitsu (蜜 -mitsu-?)
4. zero -G-
5. Wild Spice
6. Remote Viewing
7. It's my life
8. Reincarnation (self-cover version)
9. Rondo -revolution- (輪舞 -revolution?) (self-cover version)
10. Shuffle (self-cover version)